# Jeff Wilson
Jeff Wilson, all'anagrafe Jeffrey William Wilson (Invercargill, 24 ottobre 1973), è un ex rugbista a 15, crickettista e allenatore di rugby a 15 neozelandese, da rugbista utility back degli Highlanders in Super Rugby e 60 volte internazionale per gli All Blacks, e da crickettista battitore che rappresentò la Nuova Zelanda a livello di non-test match.

## Biografia
Cresciuto nella regione di Southland, la più meridionale del Paese, Wilson si mise in luce già a livello scolastico nel rugby come nel cricket: nel 1992 debuttò nel campionato nazionale provinciale di rugby nelle file di Southland e l'anno successivo rappresentò la Nuova Zelanda sia nel cricket (con quattro One-Day International contro l'Australia) che nel rugby, disputando il suo primo incontro per gli All Blacks contro la Scozia a Edimburgo.
Dal 1993 alla provincia rugbistica di Otago, fu incluso nella squadra che prese parte alla Coppa del Mondo di rugby 1995, dove la Nuova Zelanda giunse fino alla finale; nel 1996 divenne professionista ed entrò nella franchise di Otago in Super 12, gli Highlanders.
Prese poi parte alla Coppa del Mondo di rugby 1999 e nel 2000 fu fuori dall'attività agonistica per un periodo sabbatico di nove mesi dopo il quale tornò per disputare ulteriori sei incontri internazionali fino a tutto il 2001; nel maggio 2002 si ritirò dal rugby per dedicarsi al cricket.
Il 31 dicembre 2002 ricevette l'onorificenza di membro dell'Ordine al merito della Nuova Zelanda per il suo contributo al rugby.
Nel 2005, a dodici anni di distanza dalla sua ultima partita internazionale, tornò a rappresentare la Nuova Zelanda di cricket, ancora contro l'Australia.
Nel 2006 si ritirò anche dal cricket ed entrò nello staff tecnico della provincia rugbistica di Otago con il compito di allenatore del settore giovanile.
Nel 2009 divenne allenatore capo della provincia di North Harbour, squadra di National Provincial Championship, in coppia con il suo collega Craig Dowd: i due vennero esonerati alla fine della stagione 2010 per via dei risultati sportivi ritenuti non soddisfacenti.
Nel 2011 fu ingaggiato dai Blues come tecnico della squadra giovanile e fece parte della squadra di commentatori tecnici della TV neozelandese durante la Coppa del Mondo di rugby 2011; nel 2012 divenne allenatore in seconda degli stessi Blues con il compito di istruttore alla tattica.

### Vita privata
Jeff Wilson è sposato con Adine Harper, avvocato ed ex giocatrice di netball, già capitano delle Silver Fern, la Nazionale neozelandese di tale disciplina.
La coppia ha due figli.